# Acrida cinerea
Espèce
Acrida cinerea, parfois appelée sauterelle/criquet à tête longue orientale ou sauterelle chinoise (bien que ce nom soit également appliqué à Oxya chinensis), est un membre de la famille des Acrididae. Comme d'autres membres du genre Acrida, Acrida cinerea n'a pas d'organes stridulateurs sur ses pattes et ne fait donc pas de bruit en se déplaçant.
Historiquement, il a été utilisé comme source de nourriture humaine, et il a été étudié pour sa valeur nutritionnelle pour l'industrie de la volaille (par exemple, Wang et al. 2007).

## Description
Les mâles d'Acrida cinerea mesurent généralement de 40 à 50 mm de long tandis que les femelles mesurent de 70 à 80 mm. Ils sont de couleur verte ou brune avec des ailes incolores. A. cinerea a de longues pattes qui lui permettent de sauter de longues distances.

## Culture populaire
L'Acrida cinerea apparaît dans la série de jeux vidéo Animal Crossing.